# Zongoyao II
Zongoyao II (ou Zongoyawo II) est une localité du Cameroun située dans l'arrondissement de Ndoukoula, le département du Diamaré et la région de l’Extrême-Nord. Elle fait partie du canton de Ndoukoula.

## Population
En 1975, la localité comptait 110 habitants, dont 48 Peuls et 62 Guiziga.
Lors du recensement de 2005, on y a dénombré 140 personnes.